# Academische Raad
De Academische Raad was in Nederland een landelijk overkoepelend orgaan van de nationale universiteiten en hogescholen met adviserende bevoegdheid over universitaire aangelegenheden. De samenstelling en bevoegdheden van de Raad waren vastgesteld in de Wet op het wetenschappelijk onderwijs (WWO). Rond 1986 werd de Academische Raad uit de wet geschrapt en nam de Vereniging van Samenwerkende Nederlandse Universiteiten (VSNU) een deel van de taken over.
In België wordt de term gebruikt om een bestuursorgaan van een universiteit of hogeschool mee aan te duiden. Van de academische raad kunnen deel uitmaken de wetenschappelijke staf, het overige personeel en studenten.